# توپولف تو-۱۲۶
توپولف تو-۱۲۶ (به انگلیسی: Tupolev Tu-126) یک هواگرد ساختِ کارخانهٔ توپولف در کشور اتحاد جماهیر شوروی سوسیالیستی است. نخستین استفاده‌کنندهٔ این هواپیما نیروی هوایی شوروی بوده‌است. این هواگرد برای نخستین بار در ۲۳ ژانویه ۱۹۶۲ میلادی مورد استفاده قرار گرفت.